# Богомолов Михайло Антонович
Михайло Антонович Богомолов (3 березня 1907 — 31 серпня 1981) — український радянський вчений, професор. ректор Донецького політехнічного інституту (1952—1968). Депутат Верховної Ради СРСР 3-го скликання.

## Біографія
Трудову діяльність розпочав з тринадцятирічного віку. Працював на шахті № 3/18 Петровського рудника міста Юзівки розсильним, мастильним шахтної підйомної установки, учнем електрика та електриком.
У 1928 році закінчив хіміко-електротехнічну профшколу і вступив до Дніпропетровського гірничого інституту, після закінчення якого навчався в аспірантурі і працював у цьому інституті асистентом і доцентом до 1941 року.
У період Другої світової війни, з 1941 по 1942 рік — головний механік шахти «Капітальна» тресту «Вахрушеввугілля» на Кузбасі.
З 1942 році працював у Донецькому індустріальному інституті (у той час перебував у місті Прокоп'євську).
У 1942—1952 роках був деканом гірничоелектромеханічного факультету, у 1952—1968 роках — ректором, у 1968—1981 роках — завідувачем кафедри рудникових підйомних установок Донецького політехнічного інституту (тепер Донецький національний технічний університет).
Науковий доробок — близько 50 праць. Наукові дослідження професора Богомолова пов'язані з шахтними підйомними установками: автоматичним керуванням, експлуатацією машин, підйомом вугілля з великих глибин, питанням механічної міцності установок.

## Нагороди
Нагороджений орденом Леніна (1960), медалями, відомчими відзнаками і грамотами (зокрема, Почесною грамотою Президії Верховної Ради Української РСР (21.03.1967)).